# Missionarissen van Mill Hill

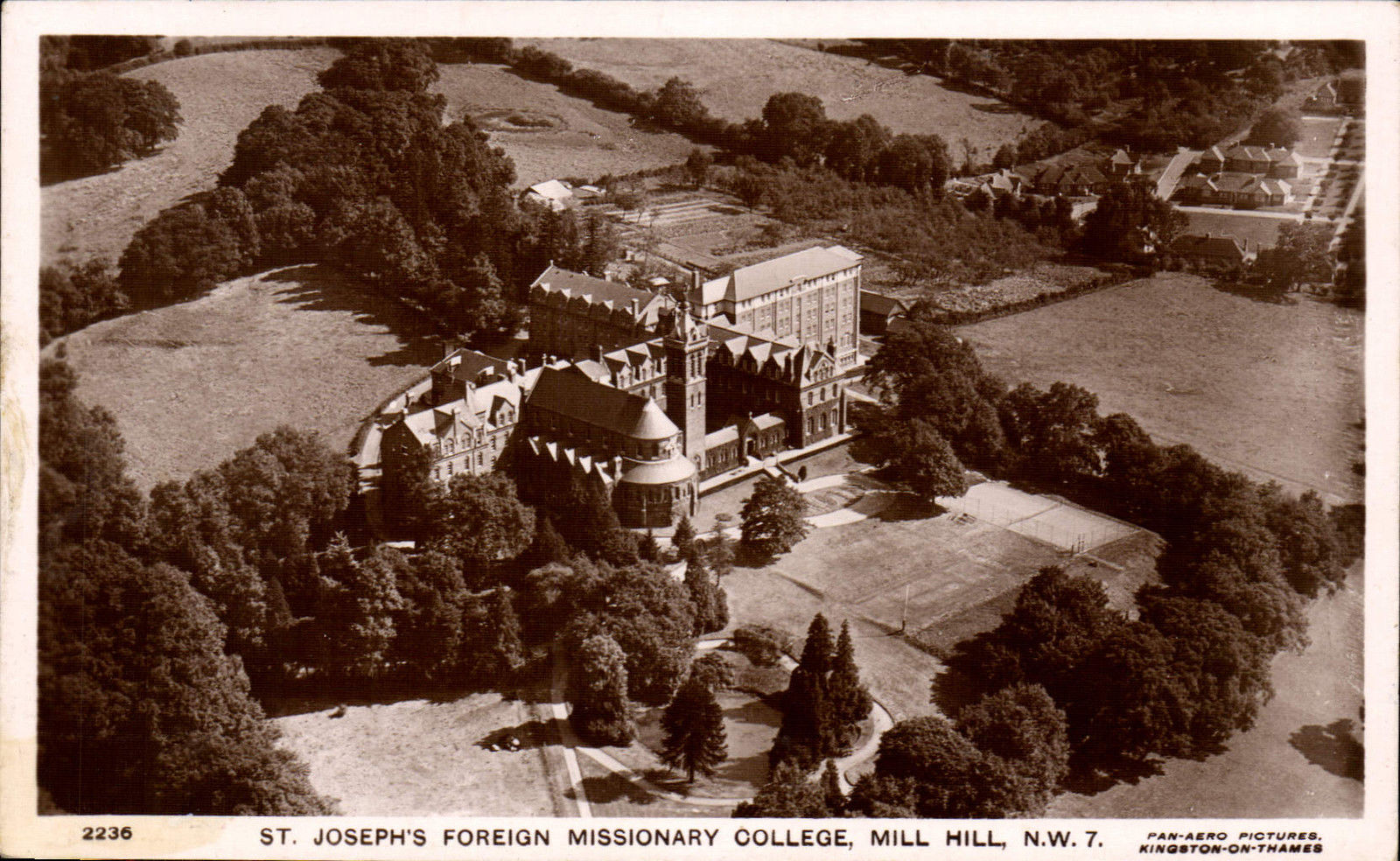
Mill Hill-seminarie in Londen

De St. Joseph's Missionary Society (Latijn: Societas Missionarium Sancti Joseph de Mill Hill), ook bekend als Mill Hill Missionaries (MHM), Missionarissen van Mill Hill, is een gemeenschap van apostolisch leven binnen de Rooms-Katholieke Kerk. Het moederhuis van deze missionarissen staat (nog) in Mill Hill, een wijk in Groot-Londen.

## Geschiedenis
In 1864 kreeg de latere Engelse kardinaal Herbert Vaughan goedkeuring voor zijn plan om in Mill Hill een seminarie te beginnen voor de opleiding van priestermissionarissen. In 1866 werd de stichtingsakte getekend van de St. Joseph's Missionary Society.
Mill Hill is de naam van een voorstadje van Londen. Op 29 juni 1869 werd begonnen met de bouw van het Mill Hill-seminarie met zijn indrukwekkende kapel. In 1873 had de officiële opening plaats.
Op het dak van de kapel staat een beeld van de heilige maagd Maria. Nog indrukwekkender is het meer dan 4 meter hoge beeld van de H. Jozef op de toren. Het wordt geflankeerd door vier engelen. De H. Jozef staat op een grote wereldbol, die ondersteund wordt door de vier evangelisten. Het was een baken ter navigatie voor de vliegtuigen tijdens de Tweede Wereldoorlog.
De naam "Mill Hill-missionarissen" werd reeds vanaf het begin door het volk gegeven aan dit missionaire gezelschap van priesters en broeders. Sinds 1972 worden ook mannen en vrouwen als geassocieerde leden (associates) toegelaten om uitgezonden te worden.
Het moederhuis van de wereldwijd verspreide Mill Hill-missionarissen is nog steeds gesitueerd in Mill Hill, Engeland. Er zijn plannen om dit moederhuis naar elders te verplaatsen, misschien naar Afrika.

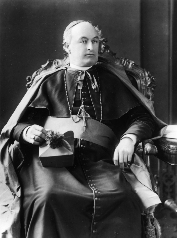
Kardinaal Herbert Vaughan

## Leefregel
De Mill Hill-missionarissen zijn geïnspireerd door het leven van Christus zelf. Ze willen het woord dat in hem leefde zichtbaar maken in hun eigen leven. Door samen te leven en te werken met armen en verdrukten hopen zij een steentje bij te dragen aan een leefbare wereld voor alle mensen.

## Werkgebied
Hun voertaal is Engels en zij werken overal ter wereld. Zo begonnen zij in 1906 te werken in Belgisch-Kongo, waar zeven paters werkten op vier missieposten: Lulonga, Bokakata, Baringa en Basankusu. In 1910 waren er 1226 christenen en 3399 catechumenen (zij die godsdienstonderricht ontvangen, maar nog niet gedoopt zijn).
Verder zijn er missionarissen werkzaam (geweest) in Kameroen, Kenia, Zuid-Afrika, Soedan, Oeganda, India, Pakistan, Maleisië/Brunei, de Filipijnen, Australië, Nieuw-Zeeland, Brazilië, Ecuador, de Falklandeilanden en Nederland.

## Associates
Mill Hill-associates zijn mannen en vrouwen, gehuwd of ongehuwd, veelal in de leeftijd van 21 tot 45 jaar, die zich associëren voor kortere of langere tijd door zich aan te sluiten bij de priesters en broeders van de congregatie. Mensen die in Nederland enkele jaren werkzaam zijn geweest in het educatieve, medische, pastorale, agrarische, sociale, financiële, technische of artistieke vlak, sluiten zich soms voor enkele jaren aan. Vaak gaat het om mensen die hun ervaring en talent ter beschikking willen stellen aan de kansarmen en onderdrukten op deze aarde. Zij worden voor een kortere tijd als lekenmissionaris uitgezonden naar plekken waar Mill Hill-missionarissen werkzaam zijn.